# Beukenhorst Koffie
Beukenhorst Koffie, kortweg Beukenhorst, is een Nederlands koffiebrander in Lichtenvoorde die sinds 1784 wereldwijd opereert. Oprichter was Albert Beukenhorst die in Winterswijk als koffiebrander en handelaar begon. De koffiebonen komen van plantages op grote hoogte uit Guatemala, Colombia, Costa Rica en Brazilië. Tegenwoordig levert Beukenhorst Koffie ook koffiemachines en espresso apparatuur.
Beukenhorst levert drie verschillende arabica melanches: classic, mondrian espresso en sento authentic coffee.